# 富宁槭
富宁槭（学名：Acer paihengii）为槭树科槭属下的一个种。

## 扩展阅读
- 維基物種上的相關：富宁槭